# تکمه کوچک
تکمه کوچک استخوان بازو (به انگلیسی: Lesser Tubercle) یک برآمدگی در بخش فوقانی استخوان بازو است که نسبت به تکمه بزرگ کوچک‌تر اما برجسته‌تر است. این تکمه در بخش جلویی و قدامی استخوان بازو جای دارد و به‌صورت درونی‌تر و قدامی‌تر در استخوان ادامه می‌یابد.

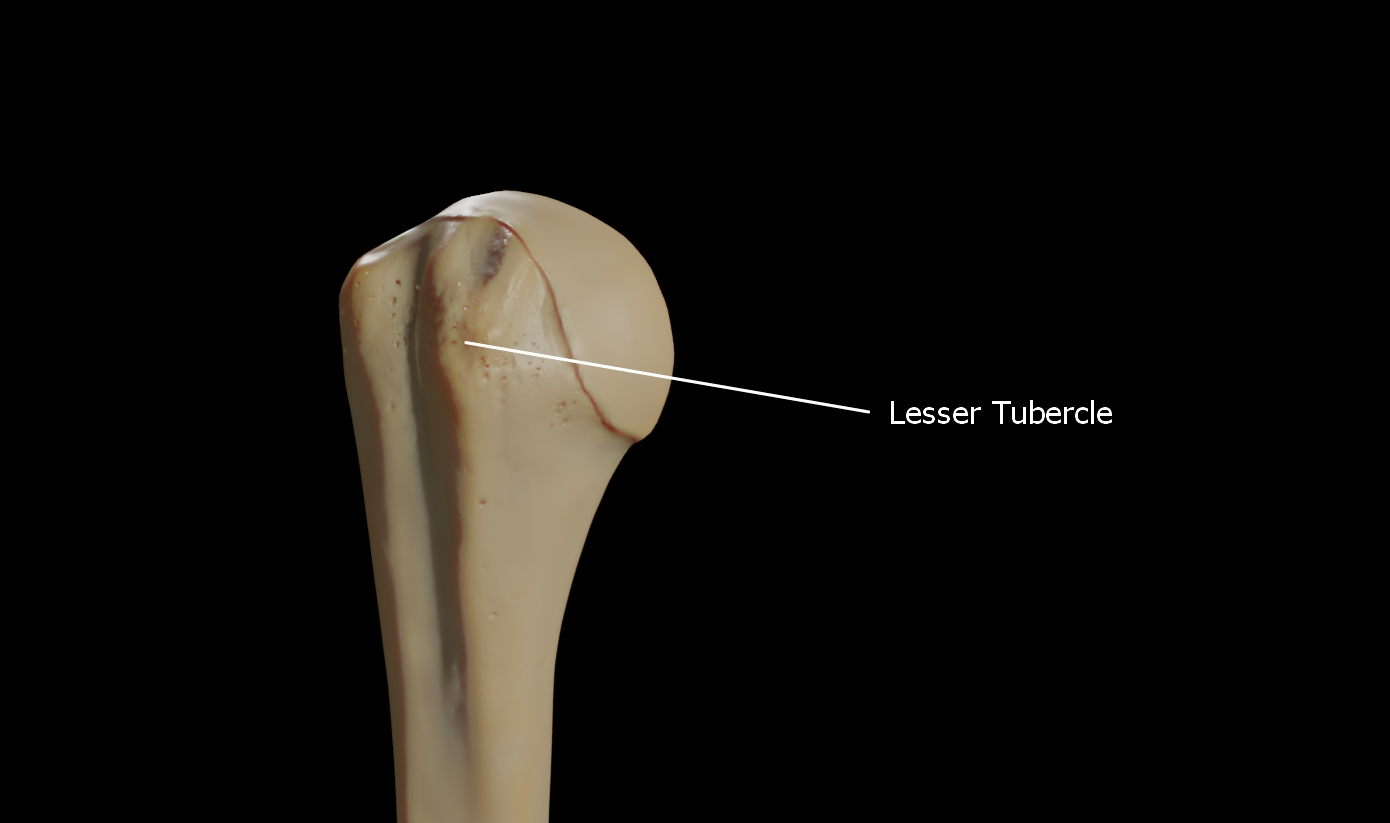
تکمه کوچک استخوان بازوی راست

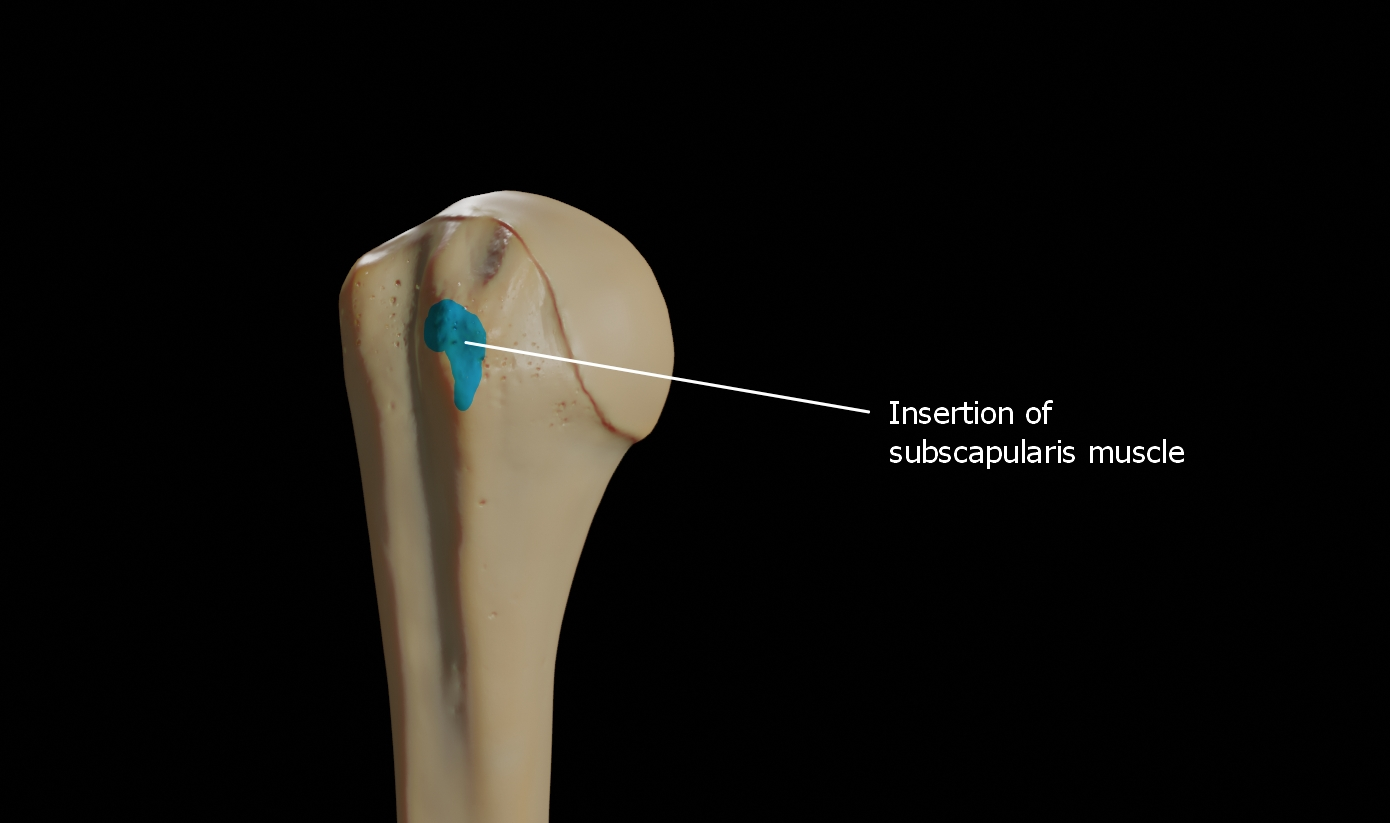
جایگاه جای‌گیری ماهیچه زیرکتفی ب روی استخوان بازو

این تکمه در بالا و جلو سطحی را برای جای‌گیری زردپی ماهیچه زیرکتفی ایجاد می‌کند.

## نگارخانه

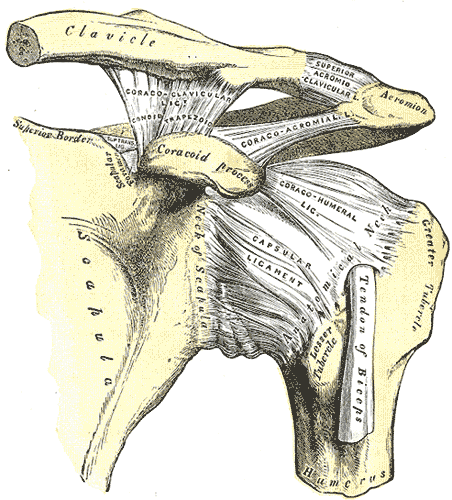
شانه چپ و مفاصل سرشانه‌ای ترقوه‌ای و رباط‌های ناحیه کتف
نموداری از استخوان بازوی انسان